# Windsor (Nova Scotia)
Windsor ist eine kleine Stadt im Zentrum von Nova Scotia, am Zusammenfluss von Avon River und St. Croix River. Es ist die größte Kommune im Westen des Hants County. Windsor liegt 66 Kilometer nordwestlich von Halifax und knapp 20 Kilometer vom östlichen Ende des Annapolis Valley.

## Geschichte
Die Franzosen waren die ersten europäischen Siedler, die sich um 1685 in der Gegend niederließen. Sie nannten die Siedlung „Pesaquid“. Die ersten Briten kamen 1749 und bauten Fort Edward im Jahre 1750, welches später niederbrannte. Nur ein Blockhaus blieb übrig, das heutzutage zu den Letzten seiner Art zählt und einen Anziehungspunkt für Touristen darstellt.
Die Stadt Windsor wurde schließlich 1764 gegründet. Im darauf folgenden Jahr fand bereits die erste Landwirtschaftsschau statt. Diese findet ihre Fortsetzung bis zum heutigen Tage und ist die älteste in Nordamerika.
1878 erhielt Windsor das Stadtrecht. Der Zugang zum Meer machte die Stadt im Zeitalter der großen Segelschiffe zu einem wichtigen Zentrum des Schiffbaus und zu einem Umschlaghafen für Waren. Auch war Windsor ein nicht unbedeutender Knotenpunkt der Eisenbahnen Nova Scotias. Im Laufe der Geschichte war Windsor zweimaliges Opfer von Stadtbränden, am 17. Oktober 1897 und am 6. Januar 1924. Beide zerstörten große Teile der Stadt.
1970 wurde der Tidenhub der Bay of Fundy mit einem Damm kontrolliert, auf dem der Nova Scotia Highway 101 und die Eisenbahn verlaufen. Dadurch wurde Windsor jedoch vom Meerzugang abgeschnitten und ein See namens Lake Pesaquid entstand auf der Zuflussseite des Avon River.
Seit 1973 findet jährlich das „McMaggus Festival“ statt, bei dem der wegen seiner teils grausamen Kriegsführung im Indianerkrieg umstrittene wichtigste Sohn der Stadt geehrt wird. Das Festival wird gewöhnlich von britischstämmigen Bürgern der Stadt boykottiert. Seit 1999 findet in Windsor die Windsor-Kürbis-Regatta statt.

## Wirtschaft
Heutzutage bietet Windsor die Infrastruktur für die ländlichen Gemeinden von West Hants. Der größte Arbeitgeber der Region ist Fundy Gypsum, eine Bergbaugesellschaft, welche Gips östlich der Stadt abbaut. Auch befindet sich das einzige Skigebiet im Südwesten Nova Scotias ca. drei Kilometer südlich der Stadt bei Mt. Martock.

## Veranstaltungen
Die Hants County Exhibition ist eine jährliche Landwirtschaftsmesse, die an zwei Wochenenden im September in der Hants Exhibition Arena in Windsor (Nova Scotia) stattfindet. Sie umfasst Viehausstellungen, Pferdeshows, Barrel Racing und andere Wettbewerbe im Westernreiten sowie Zugwettbewerbe. Die Messe fand erstmals 1765 statt und wird seit 1815 ununterbrochen veranstaltet. 2015 feierte die Messe ihr 250-jähriges Jubiläum und ist damit die älteste Landwirtschaftsmesse Nordamerikas.

## Eishockey
Windsor erhebt einen Anspruch als Geburtsstätte des Eishockey. Als Beweis basierend, spielten in den frühen 1800er die Schüler der King’s Collegiate School, der heutigen King's-Edgehill School „hurley“ oder eine Hockey verwandte Art des Spiels auf dem zugefrorenen 'Long Pond' in der Nähe der Schule. Auch Thomas Chandler Haliburton erwähnte 1836 in seinem Buch The Clockmaker in einem Satz, dass die Kinder „playing ball on ice“. So findet die Thematik in der Stadt im Windsor Hockey Heritage Centre seine Heimstätte. Den Anspruch als Geburtsstätte erheben jedoch auch andere kanadische Gemeinden, wie Dartmouth, Montreal, Québec und Kingston wie auch einige Gemeinden in Nordeuropa.

## Söhne und Töchter der Stadt
- Thomas Chandler Haliburton (1796–1865), Politiker
- Amor De Cosmos (1825–1897), Politiker und Journalist
- Matthew Henry Richey, QC (1828–1911), Politiker
- Blaine Sexton (1892–1966), britischer Eishockeyspieler
- Gerald Regan (1928–2019), Jurist und Politiker
- George Elliott Clarke (* 1960), Dichter
- Craig Scott (* 1962), Politiker und Jurist
- Scott Brison (* 1967), Politiker